# Bodemprocedure
Een  bodemprocedure is in het procesrecht de procedure waarin een juridisch geschil definitief beslecht wordt. Dit in tegenstelling tot een voorlopige voorziening.

## Burgerlijk procesrecht
In het civiele recht komt het steeds vaker voor dat een geschil feitelijk beslecht wordt door een uitspraak in kort geding. Bij een kort geding wordt relatief snel een beslissing gekregen in een concreet geschil. Formeel juridisch is een uitspraak in een kort geding een voorlopige beslissing, waarvoor door de rechter vooral gekeken is naar de onmiddellijke belangen van de betrokken partijen en minder naar de juridische finesses van de onderhavige rechtsvraag. 
Een rechter in een eventueel later te voeren bodemprocedure is niet gebonden aan de uitspraak in kort geding. Een eiser wiens eis in kort geding wordt afgewezen, kan daardoor in de bodemprocedure alsnog in het gelijk worden gesteld.
Het nadeel van een bodemprocedure is dat deze veel tijd in beslag kan nemen en ook zeer kostbaar kan zijn. Het komt daarom steeds vaker voor dat na een kort geding geen bodemprocedure meer gevoerd wordt omdat beide partijen zich richten naar de uitspraak in het kort geding. In een bodemprocedure kan echter wel een volledige schadevergoeding worden vastgesteld en toegewezen. In een kort geding kan weliswaar een voorschot op een definitieve schadevergoeding worden toegewezen, maar partijen met veel schade zijn toch vaak genoodzaakt een bodemprocedure te voeren.  
Het kort geding en de bodemprocedure worden geregeld in het Wetboek van Burgerlijke Rechtsvordering.

## Bestuursrecht
In het bestuursrecht kan ook een voorlopige voorziening gevraagd worden (soms ook wel afgekort tot VoVo). Daarbij geldt echter dat deze alleen gevraagd kan worden in het kader van een al lopende bodemprocedure. Als een voorlopige voorziening wordt toegewezen is dat ook altijd een voorziening die alleen tijdelijk werkt. Een besluit wordt bijvoorbeeld geschorst totdat in de bodemzaak uitspraak is gedaan.
Het vragen om een voorlopige voorziening heeft overigens meestal wel invloed op het verloop van de bodemprocedure. In de Algemene wet bestuursrecht is geregeld dat als in de beroepsfase een voorlopige voorziening wordt gevraagd de voorzieningenrechter dan ook direct uitspraak kan doen in de bodemzaak.
Een voorbeeld van een voorlopige voorziening is in het vreemdelingenrecht de beslissing van de rechter dat een vreemdeling ontslagen wordt uit vreemdelingenbewaring, omdat er geen zicht op uitzetting blijkt te bestaan, of een voorlopig verbod op een voorgenomen uitzetting, omdat er bijvoorbeeld nog een asielprocedure openstaat of aannemelijk is dat de betrokken persoon in het land van herkomst niet veilig zal zijn.
Een voorlopige voorziening van het Europees Hof voor de Rechten van de Mens, waarbij door dit hof aan een staat een bevel wordt gegeven of een verbod ter zake een bepaalde handeling wordt opgelegd, heet een interim measure.